# Turnera paradoxa
Turnera paradoxa är en passionsblomsväxtart som beskrevs av Arbo. Turnera paradoxa ingår i släktet Turnera och familjen passionsblomsväxter. Inga underarter finns listade i Catalogue of Life.